# Třebíčský operní festival
Třebíčský operní festival je hudební festival odehrávající se v Třebíči od roku 2007. Patronem festivalu je Adam Plachetka a uměleckým ředitelem festivalu je Roman Válek. 

## Historie
Festival navazuje na tradici uvádění oper v Třebíčské besedě. První ročník festivalu se odehrál v roce 2007. Celkem se za prvních osm ročníků zúčastnilo 10 tisíc diváků, kdy některé koncerty se odehrály mimo Třebíč, například v Brně, v Praze či v Rakousku. Při festivalu vzniklo v koprodukci album Adama Plachetky a Czech Ensemble Baroque, také vzniklo album nového nastudování skladby Requiem od F. X. Richtera.

## Umělci
- Adam Plachetka[2]
- Barbara Maria Willi[2]
- Roman Janál[2]
- Aleš Briscain[2]
- Anna Mikolajczyk[2]
- Eva Forejtová[2]
- Monika Knoblochová[2]
- Renata a Igor Ardaševovi
- Saša Rašilov
- Jiří Suchý
- Jitka Molavcová
- Miloslav Mejzlík
- Kristýna Frejová
- Filip Čapka
- Petra Hřebíčková
- Jakub Burzynski
- Filharmonie Bohuslava Martinů
- Taneční soubor Hradišťan